# 告士打道
22°16′50″N 114°10′43″E / 22.2804718°N 114.1786806°E
告士打道（英語：Gloucester Road）是位於香港香港島灣仔的主要幹道，全線為四線至五線雙程分隔道路，曾經是香港4號幹線的一部分，連接維園道及金鐘一帶，繁忙的紅磡海底隧道港島出口與告士打道在灣仔交匯處連接。

## 歷史及現況
1922年至1929年，香港政府於灣仔進行填海工程，將灣仔海岸線由莊士敦道推前至現在的內告士打道，告士打道在此時興建，以英皇佐治五世第三子格洛斯特公爵（Prince Henry William Frederick Albert, Duke of Gloucester）命名。
當時告士打道只是海傍雙線車道，連接金鐘軍器廠街及銅鑼灣波斯富街，最初中文名稱是「高士打道」，但容易與區內高士威道混淆，後改現稱。香港日治時期，告士打道曾被改名為「東住吉通」。

### 擴建及延伸

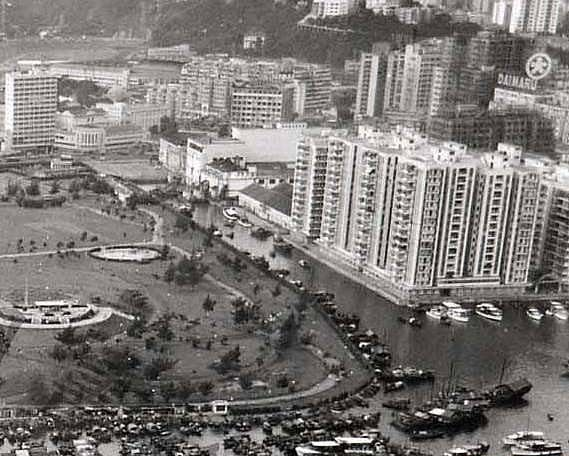
能通往冷廠的告士打道運河

1950年代，告士打道隨著銅鑼灣及東角填海，先後延長至加寧街及高士威道。1968年至1972年初，告士打道被擴建為四線至五線雙程分隔道路（當時擴建部份與維園道被稱為海旁大道，Water Front Road），成為香港市區最寬闊的道路之一，沿途不設交通燈而興建分層交匯處。1980年，兩條道路統一命名為告士打道，為了區分兩條道路，舊有部份又會被稱為內告士打道或告士打道輔助道路。
1971年前，現在告士打道天橋位置是一條水道（又稱告士打道運河），供東角牛奶公司冷廠（Dairy Farm, Ice and Cold Storage Company）的船隻運送冰塊，到1972年，該處填平並闢作告士打道。
擴建告士打道，是希望應付來回香港海底隧道、香港仔隧道、東區走廊、東區海底隧道、上環及中環商業區的龐大車流。然而，隨著城市不斷發展，告士打道經常交通擠塞（主要是前往兩條海底隧道的車流）。政府以2011年的繁忙時間預計，車輛途經告士打道由中環前往銅鑼灣需時45分鐘，直至2019年中環灣仔繞道通車後才得以改善。
現時告士打道由中環灣仔繞道，取代為4號幹線一部份。

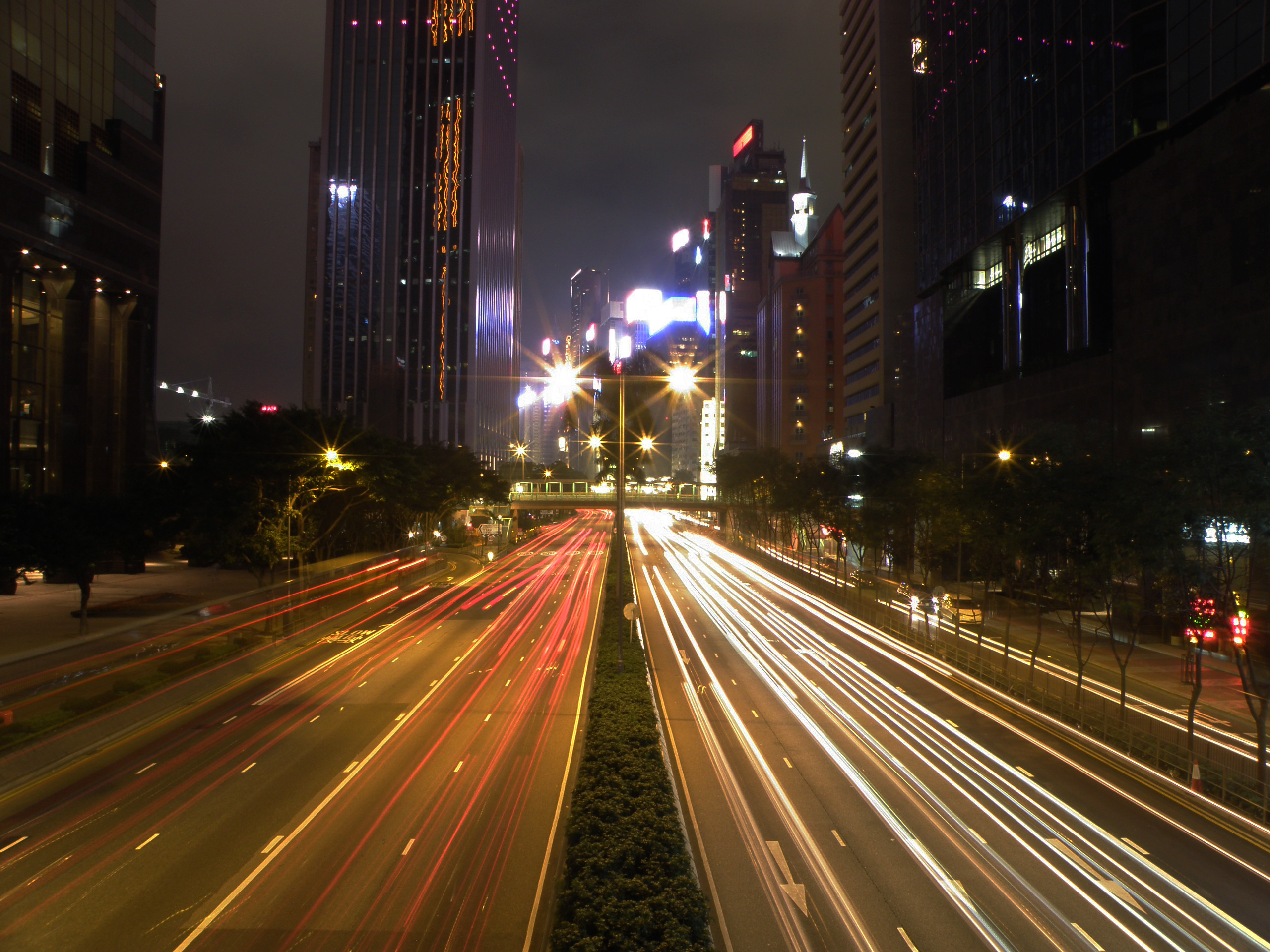
告士打道夜景

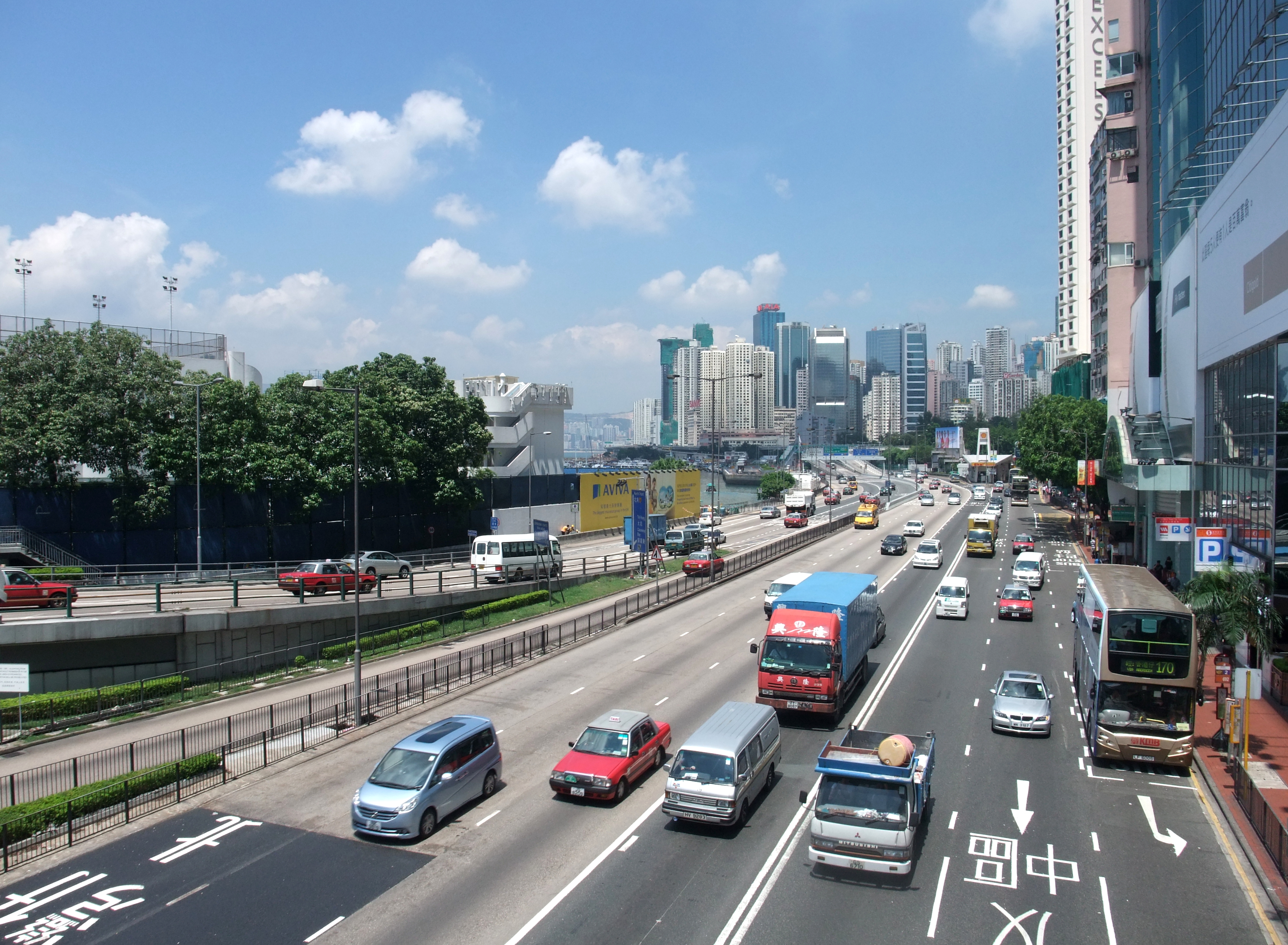
告士打道近警官俱樂部，遠處為北角

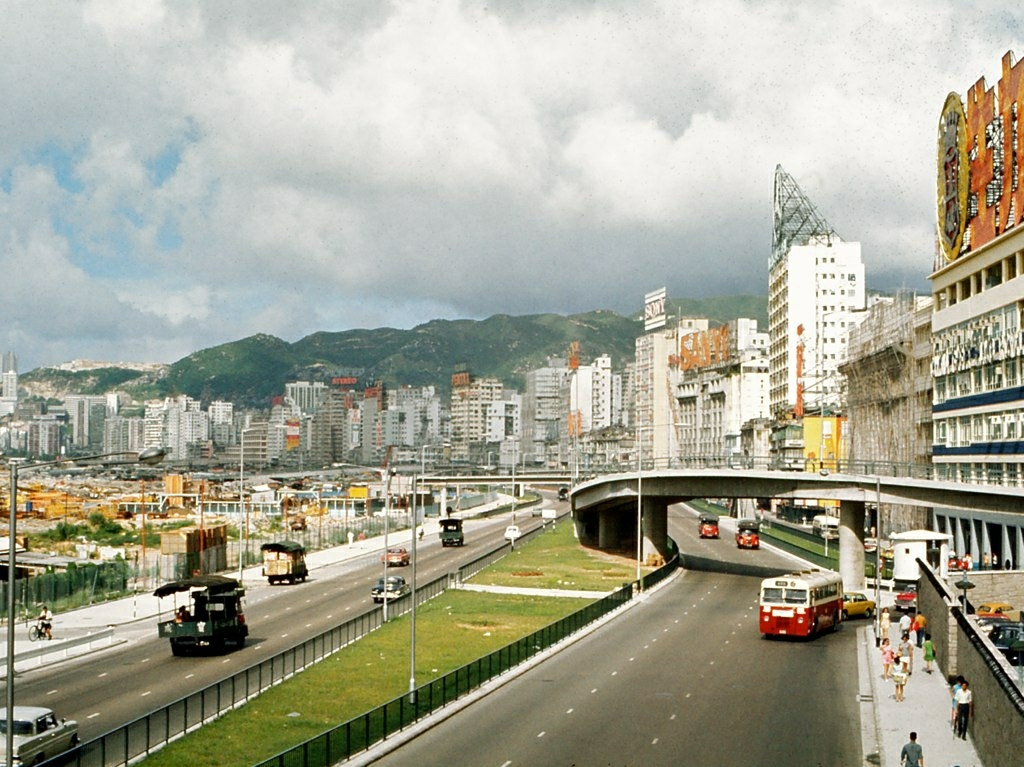
1971年的告士打道灣仔段（向東）

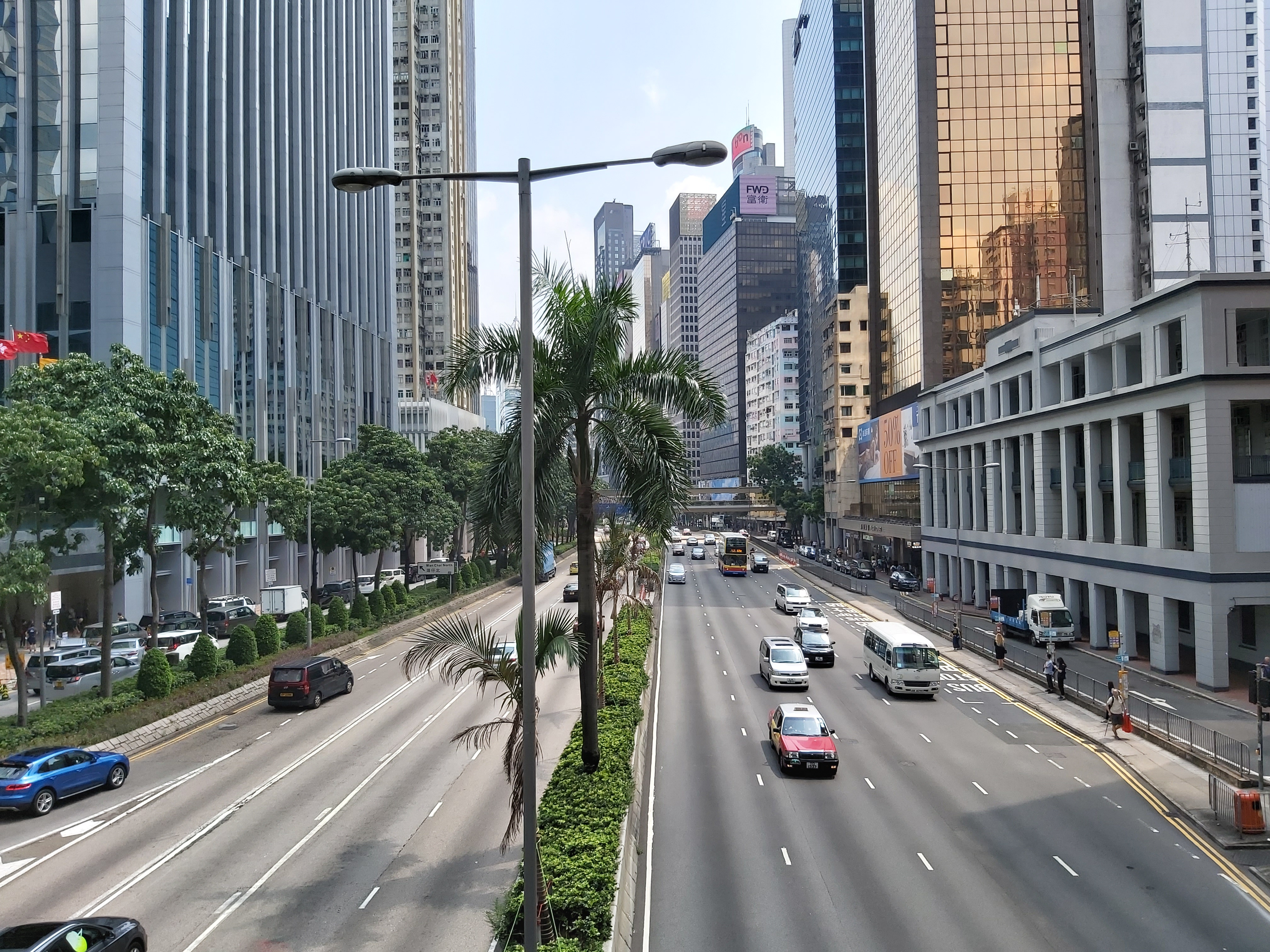
告士打道灣仔段（向東）近舊灣仔警署

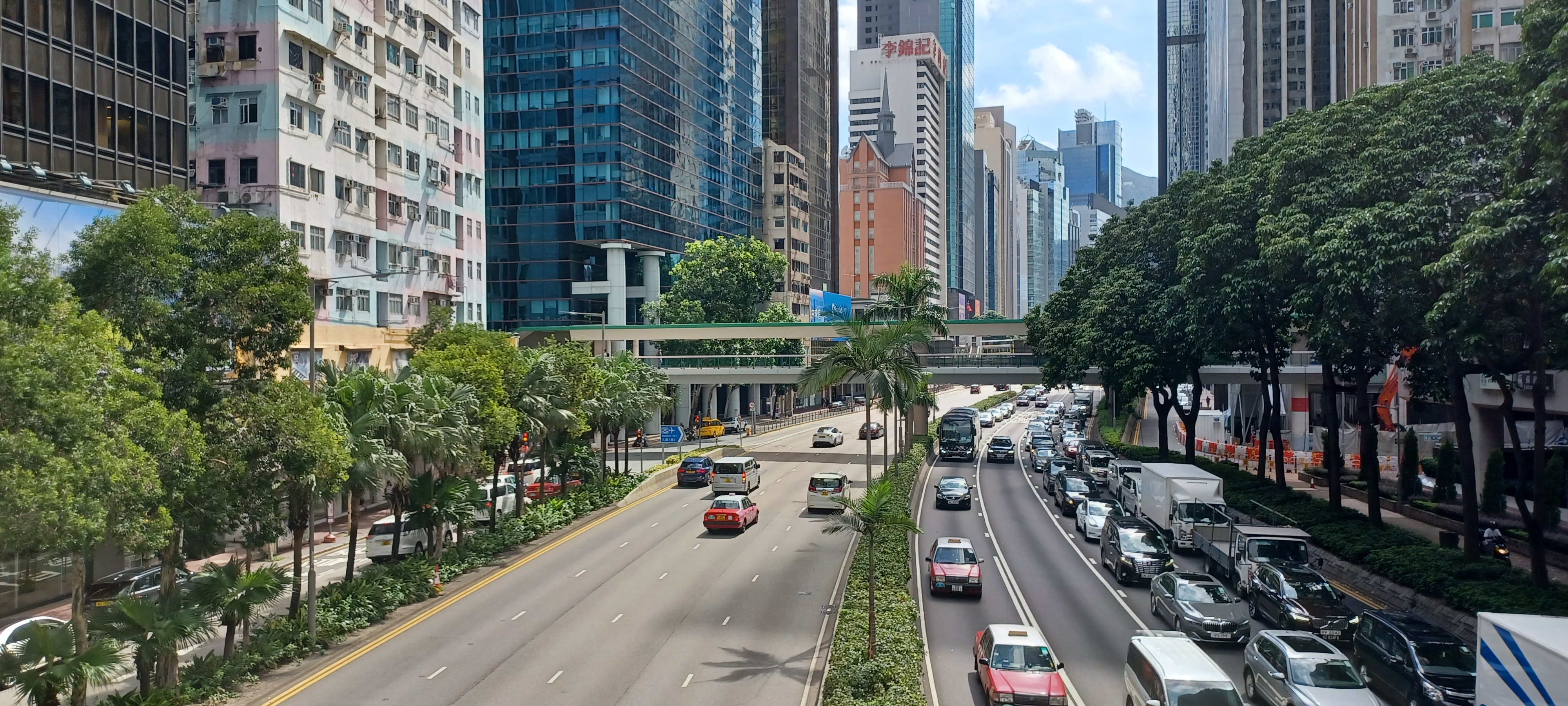
告士打道灣仔段近史釗域道

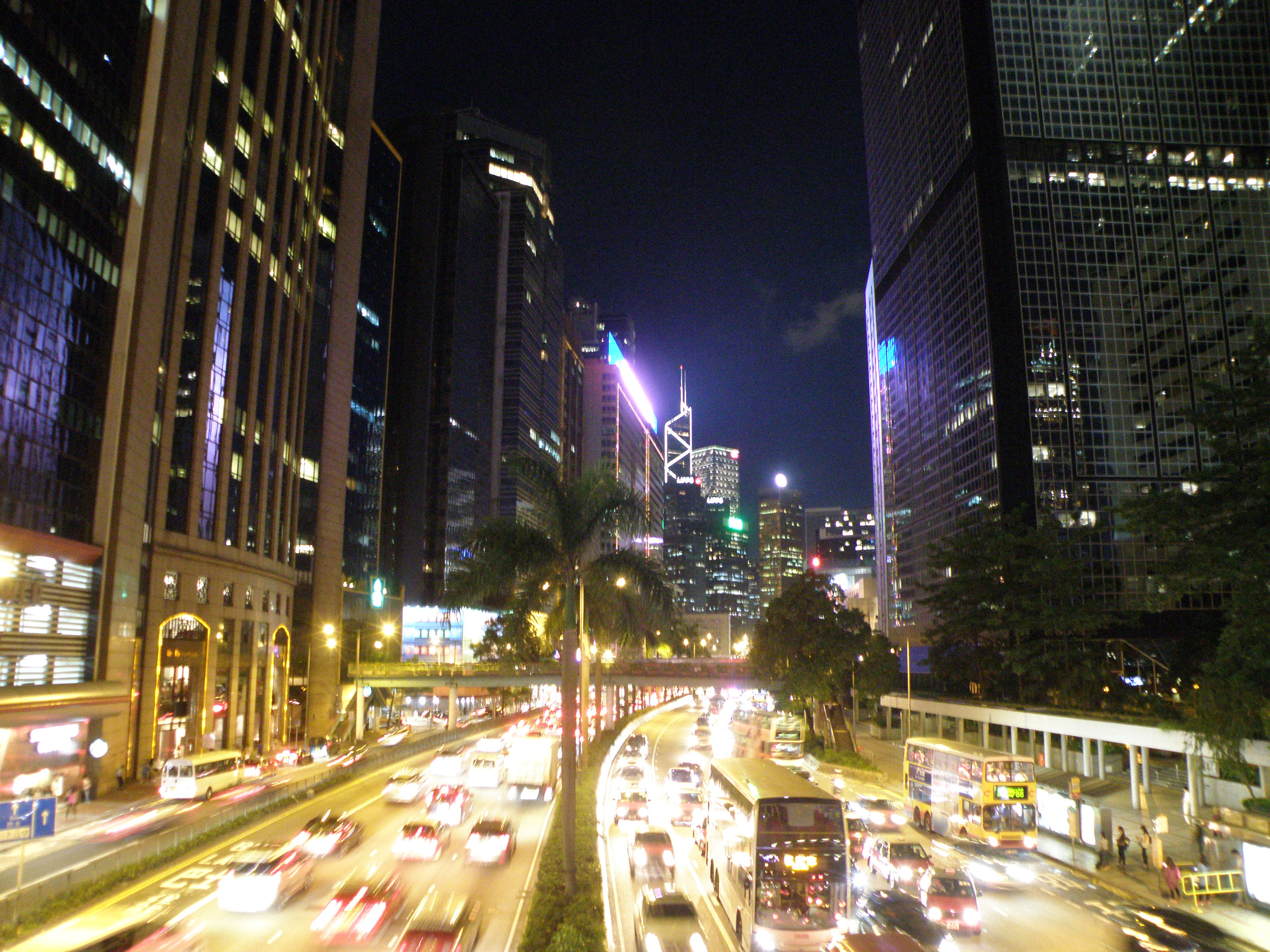
告士打道灣仔段夜景（向西）

## 事件

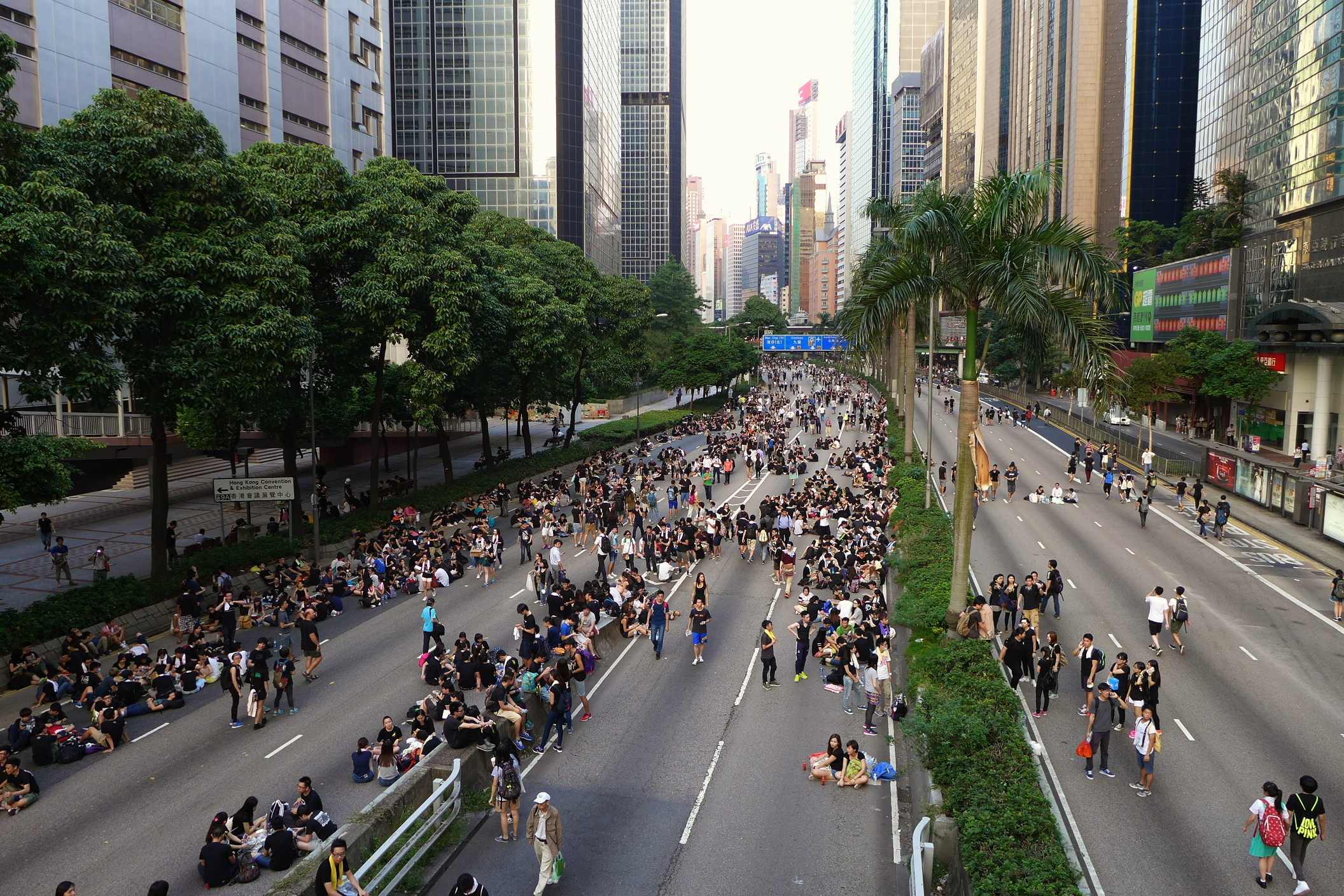
2014年9月28日至10月初佔中期間，告士打道雙程線一度被示威者佔領

### 六七暴動炸彈襲擊
六七暴動期間左派暴徒發動又稱為「遍地菠蘿」的炸彈襲擊浪潮，在香港放置大量真假炸彈。1967年10月13日晚上7時半（香港夏令時間）於當年的灣仔碼頭對出的一段告士打道，有一個可疑的手挽紙袋被放置於馬師道路口附近的馬路中心，警察到場後封鎖現場及疏散市民，這個藏有土製炸彈的紙袋發生爆炸，三名警察被炸傷，其中19歲警員杜雄光傷重殉職。

### 香港反對世貿遊行衝突
2005年12月發生香港反對世貿遊行衝突，於同月17日傍晚，韓國示威者佔領告士打道，致使告士打道及紅磡海底隧道需罕有地全線封閉逾20小時，至翌日下午3時才解封，香港島交通癱瘓。

### 私家車與巴士間紛爭
2010年8月初，網上流傳一段短片，片中一輛豐田7人車轉入此道路近入境事務大樓的巴士站準備停泊（但站內劃有「巴士站」道路標記，而且屬雙黃線禁區，私家車不得停留），險被一輛行駛70線往香港仔方向的1993年城巴利蘭奧林比安（車隊編號：357）撞到，事後肇事司機與路人及巴士乘客產生紛爭，事件引起網民激烈討論。

### 佔領中環
2014年9月28日至12月初，佔領中環期間，告士打道來回線一度被示威者佔領。

### 解款車遺落錢箱案
2014年12月24日，一輛載有總值2億7千萬中國銀行香港紙幣的G4S解款車於押運途中，在告士打道遺失合共3個錢箱、總值5,200萬港元紙幣，其中1,523萬港元紙幣被途人拾走，其後陸續有拾遺者歸還失款及疑犯被拘捕，惟至今尚有近683萬港元紙幣不知所終。

## 設計方案
在政府計劃出售灣仔三棟政府大樓（灣仔政府大樓、入境事務大樓和稅務大樓）以及港灣消防局地皮的消息傳出後，設計團隊「連繫灣仔」（包括 Buro Happold、DCMStudios 等公司）於2020年5月發佈設計方案，除了建議將新地皮位置取代成一幢高度可比擬國際金融中心和環球貿易廣場的綜合摩天大樓外，亦提出興建一個類似紐約曼克頓架空的High Line空中花園於告士打道之上。計劃範圍由軍器廠街以東一直伸延到華潤大廈，旨在提供公共空間，並完善現時灣仔零散的天橋網絡，連接因告士打道而截斷的各南北向道路。

## 沿路著名地點
- 香港演藝學院
- 電訊大廈
- 東亞銀行港灣中心
- 六國酒店
- 中國恒大中心
- 稅務大樓
- 灣仔政府大樓
- 尚匯
- 香港鐵路灣仔站行人天橋往灣仔北行人平台
- 會展站
- 中環廣場
- 光大中心
- 菲林明道行人天橋往華潤大廈
- 耶穌基督後期聖徒教會灣仔會所
- 夏愨大廈
- 舊灣仔警署
- 史釗域道行人天橋往灣景中心大廈三里屯
- 杜老誌道行人天橋往新鴻基中心、灣仔運動場及灣仔游泳池
- 華潤大廈
- 新鴻基中心
- 灣仔運動場
- 堅拿道行車天橋往紅磡海底隧道入口
- 海都大廈275號，與景隆街交界
- 警官會所
- 伊利莎伯大廈
- 信和廣場
- 世貿中心
- 中糧大廈
- 皇室堡
- 柏寧酒店
- 香港怡東酒店

## 交匯道路
| - 夏愨道 - 演藝道 - 軍器廠街 - 分域街 - 菲林明道 - 港灣徑 - 杜老誌道 - 馬師道 - 堅拿道天橋 - 鴻興道 - 紅磡海底隧道 - 維園道 - 京士頓街 - 記利佐治街 - 糖街 - 高士威道 - 大坑道天橋 | - 維園道 - 景隆街 - 波斯富街 - 堅拿道東 - 堅拿道西 - 馬師道 - 杜老誌道 - 史釗域道 - 菲林明道 - 柯布連道 - 盧押道 - 分域街 - 軍器廠街 - 夏愨道 |

## 圖集

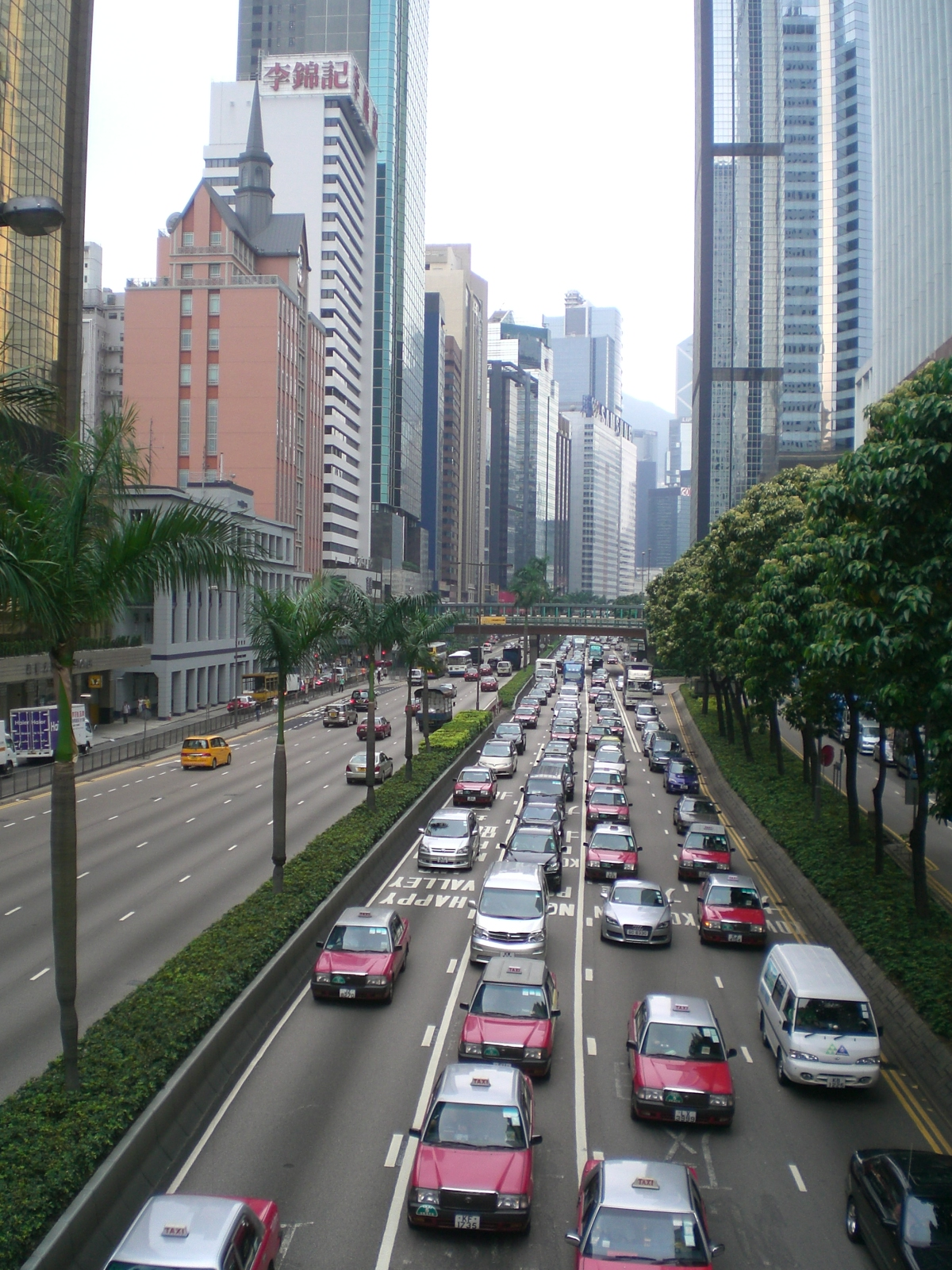
從告士打道西望，可見往香港海底隧道方向車流如鯽
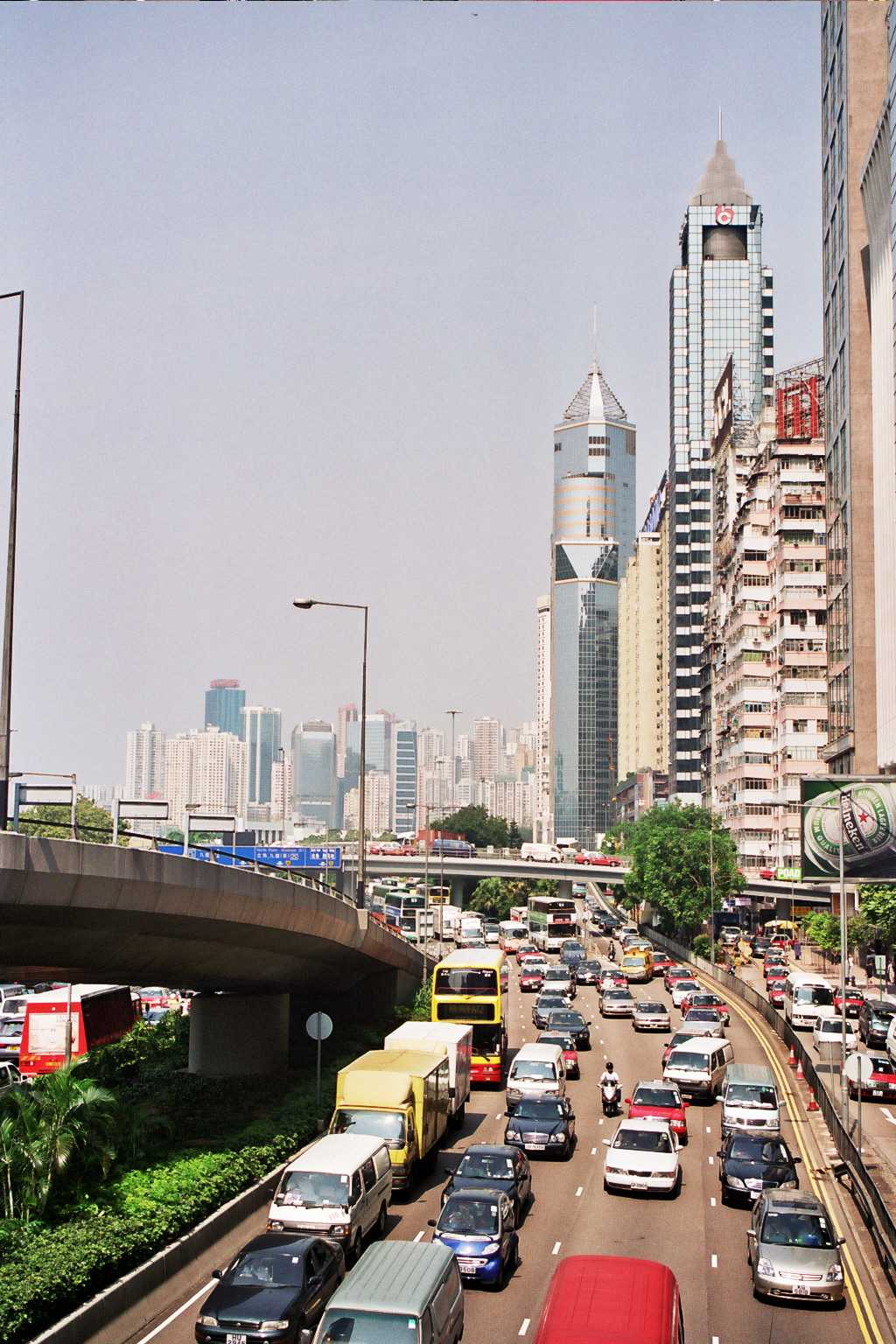
告士打道近香港海底隧道一段
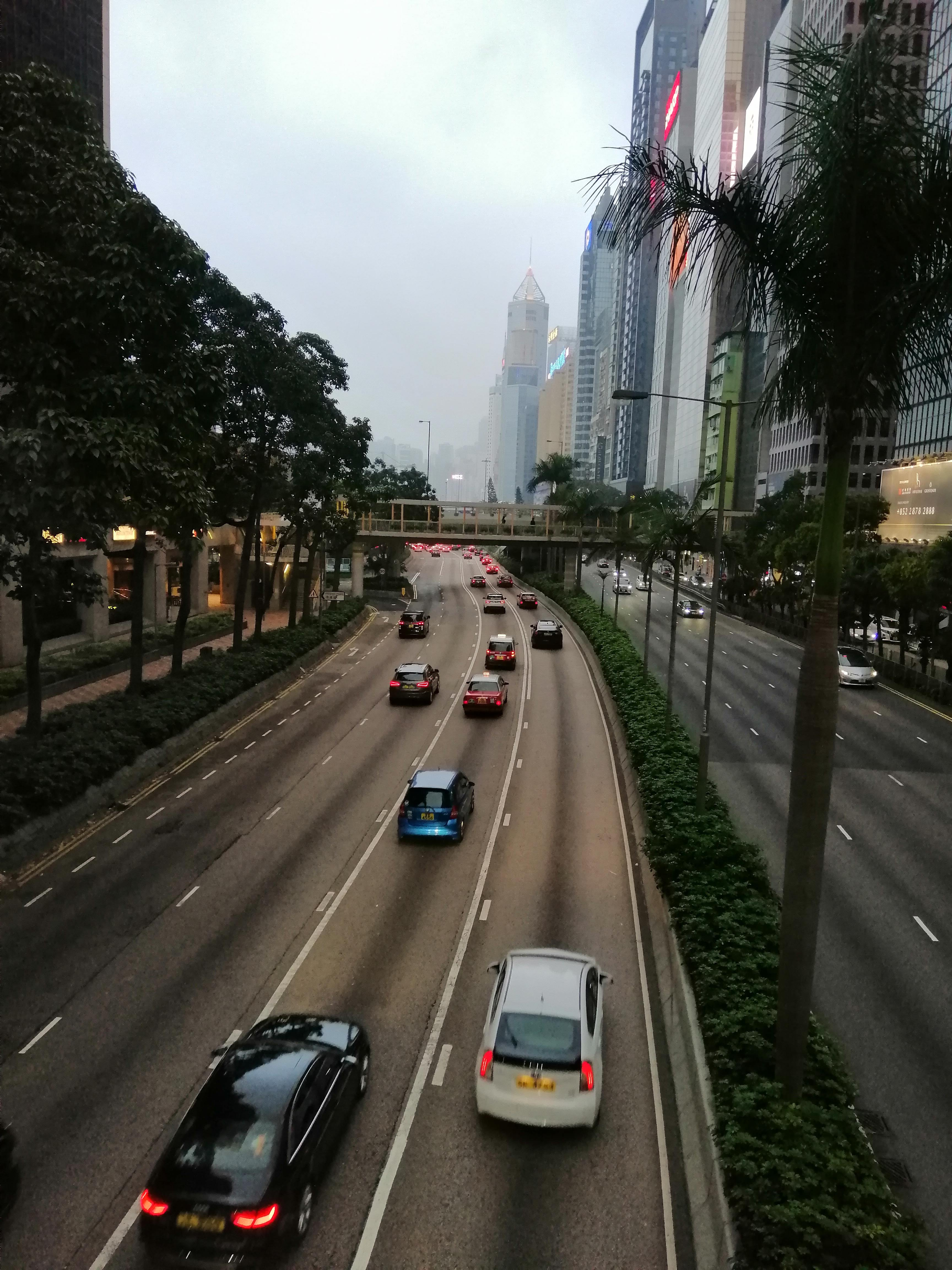
告士打道近港灣徑

## 外部連結
维基共享资源上的相關多媒體資源：告士打道